# 陳幼學 (萬曆甲辰進士)
陳幼學（？—？），字行甫，號冲一，四川重庆府垫江县人，軍籍，明朝政治人物。

## 生平
万历三十一年（1603年）癸卯科四川乡试举人，三十二年（1604年），登甲辰科进士，吏部觀政，三十七年授南户部山东司主事，三十八年升郎中，四十年以南京户部盘点银库，缺银數多，夺俸一年。四十一年升常州府知府，四十三年被降级。天启三年（1623年）降为南阳府同知，六年升南安府知府，崇祯元年养病。

## 家族
曾祖陳资，祖陳永绍，父陳遂，母余氏。具庆下，兄新化，弟道化，正学，志化。娶沈氏。